# イェウヘン・マリシェフ
イェウヘン・ヴァレンティーノヴィチ・マリシェフ（ウクライナ語: Євген Валентинович Малишев、2002年3月10日 - 2022年3月1日）は、ウクライナのバイアスロン選手、陸軍軍人。2022年2月に開始されたロシアのウクライナ侵攻のハルキウの戦いにおいて戦死した。

## 経歴
2002年にハルキウに生まれる。ウクライナのバイアスロンのユース選手であり、2020年ローザンヌユースオリンピックに出場している。
その後ウクライナ陸軍に入隊。2022年2月24日にロシア大統領ウラジーミル・プーチンの命令でロシア軍がウクライナ侵攻を開始した。マリシェフは故郷を守るため3月1日にハルキウ郊外で侵攻してきたロシア軍と戦い戦死した。19歳だった。